# Fateh-110
Fateh-110 (فاتح-۱۱۰) là loại tên lửa đạn đạo tầm ngắn được phát triển và chế tạo tại Iran bởi Tổ chức Công nghiệp Hàng không Iran. Loại tên lửa này đã được thử nghiệm hoàn tất năm 2002 và đã đưa vào sản xuất hàng loạt.

## Phát triển
Sau cuộc chiến tranh Iran-Iraq thì Iran đã nhận thấy là cần phải tăng độ chính xác cho các tên lửa đạn đạo tầm ngắn như Zelzal và Naze'at của mình khi thấy chúng không chính xác lắm. Sau khi nhập thử tên lửa của Cộng hòa Nhân dân Trung Hoa thì Iran đã quyết định tự tạo ra một loại tên lửa riêng do các tên lửa nhập khẩu này có tầm quá ngắn, đầu đạn quá nhẹ nhưng lại cồng kềnh không đáp ứng yêu cầu.
Việc phát triển bắt đầu từ năm 1995 với nền tảng đượcchọn là tên lửa Zelzal 2. Ban đầu các tên lửa có tầm hoạt động trong 200 km đến năm 2004 thì phiên bản nối dài tầm hoạt động ra 250 km được công bố. Phiên bản thứ ba có tầm hoạt động 300 km được giới thiệu năm 2010 và ít lâu sau phiên bản thứ tư cũng ra mắt với hệ thống dẫn đường mới vào năm 2012. Syria cũng tham gia vào chương trình phát triển này với kết quả là mẫu M-600. Phiên bản chống hạm của tên lửa có tên Khalij Fars.

## Thiết kế
Fateh-110 sử dụng một tầng nhiên liệu rắn để đẩy nó lên cao với khả năng mang đầu đạn 450 – 500 kg thuốc nổ mạnh hay bom chùm. Phía trước của tên lửa có ba cánh hình tam giác và phía sau có bốn cánh để giữ ổn định.
Tên lửa có thể gắn trên ba hệ thống phóng di động. Thứ nhất là hệ thống giống S-75 Dvina, thứ hai là dùng chung với các tên lửa Zelzal và cuối cùng là hệ thống mới có tên Zolfaghar có thể chở được hai lửa.

## Sử dụng
Cộng hòa Dân chủ Nhân dân Triều Tiên được tin là đang sở hữu một vài hệ thống tên lửa mẫu M-600. Cũng như có các thông tin về việc sử dụng loại tên lửa này trong cuộc nội chiến Syria.